# Carlão Barreto
Carlos Barreto, mais conhecido como Carlão Barreto (Rio de Janeiro, 22 de julho de 1968) é um lutador de Jiu-jitsu brasileiro. Também é um dos principais comentaristas do Premiere Combate.
Faixa preta de Jiu-jitsu, também atuou como árbitro nas principais competições de MMA do Brasil. Foi treinado pelo grande mestre Carlson Gracie.
É responsável pela criação e gestão da academia ACBJJ (Academia Carlão Barreto Jiu-jitsu).

## Conquistas
Universal Vale Tudo Championship
- 1997 - Campeão do GP do UVC 6

International Vale Tudo Championship
- 1999 - Campeão do GP do IVT - Peso Pesado

Meca World Vale Tudo Championship
- 2002 -  Campeão do GP

## Cartel no MMA
| Cartel no MMA   |             |            |
| 23 lutas        | 14 vitórias | 9 derrotas |
| Por nocaute     | 4           | 2          |
| Por finalização | 9           | 0          |
| Por decisão     | 1           | 7          |

| Res.    | Cartel | Oponente                 | Método                      | Evento                                  | Data       | Round | Tempo | Local                                     | Notas                                            |
| ------- | ------ | ------------------------ | --------------------------- | --------------------------------------- | ---------- | ----- | ----- | ----------------------------------------- | ------------------------------------------------ |
| Derrota | 14–9   | Vladimir Matyushenko     | TKO (ferimento no joelho)   | Jungle Fight 4                          | 21/05/2005 | 1     | 0:26  | Manaus, Brasil                            |                                                  |
| Derrota | 14–8   | Martin Malkhasyan        | Decisão (unânime)           | M-1 MFC: Heavyweight GP                 | 4/12/2004  | 2     | 5:00  | Moscow, Russia                            |                                                  |
| Derrota | 14–7   | Aleksander Emelianenko   | Decisão (unânime)           | M-1 MFC: Middleweight GP                | 9/10/2004  | 3     | 5:00  | St. Petersburg, Russia                    |                                                  |
| Vitória | 14–6   | Bobby Hoffman            | TKO (socos)                 | Jungle Fight 2                          | 15/05/2004 | 2     | n/a   | Manaus, Brasil                            |                                                  |
| Derrota | 13–6   | Travis Wiuff             | Decisão (unânime)           | Heat FC 2                               | 18/12/2003 | 3     | 5:00  | Natal-RN, Brasil                          |                                                  |
| Vitória | 13–5   | Ben Rothwell             | KO (chute na cabeça)        | Heat FC 1                               | 31/7/2003  | 1     | N/A   | Natal-RN, Brasil                          |                                                  |
| Vitória | 12–5   | Marcelo Souza            | TKO (interrupção médica)    | Meca World Vale Tudo 6                  | 31/01/2002 | 1     | 7:08  | Curitiba, Brasil                          | Won Meca World Vale Tudo Heavyweight Title       |
| Derrota | 11–5   | Ian Freeman              | Decisão (unânime)           | HOOKnSHOOT Kings 1                      | 17/11/2001 | 3     | 5:00  | Evansville, Indiana                       | Valendo o cinturão do HOOKnSHOOT - Pesos Pesados |
| Derrota | 11–4   | Gilbert Yvel             | KO (joelhada voadora)       | 2 Hot 2 Handle 2                        | 18/03/2001 | 1     | 2:20  | Rotterdam, the Netherlands                |                                                  |
| Derrota | 11-3   | Chris Haseman            | Decisão (unânime)           | Rings: King of Kings 2000 Block B       | 22/12/2000 | 2     | 5:00  | Osaka, Japão                              |                                                  |
| Vitória | 11–2   | Tra Telligman            | TKO (interrupção do córner) | Pride 9 - New Blood                     | 04/06/2000 | 2     | 10:00 | Nagoya, Japão                             |                                                  |
| Vitória | 10–2   | Gary Myers               | TKO (perna quebrada)        | International Vale Tudo Championship 12 | 26/08/1999 | 1     | 8:13  | São Paulo, Brasil                         |                                                  |
| Derrota | 9-2    | Igor Vovchanchyn         | Decisão (unânime)           | Pride 6                                 | 04/07/1999 | 3     | 5:00  | Yokohama, Japão                           |                                                  |
| Vitória | 9-1    | Pedro "The Pedro" Otavio | TKO (socos)                 | International Vale Tudo Championship 10 | 27/04/1999 | 1     | 6:19  | Brasil                                    | Campeão do GP do IVC - Pesos Pesados.            |
| Vitória | 8-1    | Branden Lee Hinkle       | Finalização (guilhotina)    | International Vale Tudo Championship 8  | 20/01/1999 | 1     | 4:32  | Aracaju, Brasil                           |                                                  |
| Derrota | 7–1    | Dave Beneteau            | Decisão (unânime)           | UFC 15                                  | 17/10/1997 | 1     | 15:00 | Bay St. Louis, Mississippi, United States |                                                  |
| Vitória | 7–0    | Paul Varelans            | TKO (cotoveladas e socos)   | Brasil Open '97                         | 15/06/1997 | 1     | 2:33  | Brasil                                    |                                                  |
| Vitória | 6–0    | Kevin Randleman          | Finalização (triângulo)     | Universal Vale Tudo Fighting 6          | 03/03/1997 | 1     | 22:24 | Brasil                                    | Campeão do GP do UVF 6                           |
| Vitória | 5–0    | Dan Bobish               | Finalização (triângulo)     | Universal Vale Tudo Fighting 6          | 03/03/1997 | 1     | 7:47  | Brasil                                    |                                                  |
| Vitória | 4–0    | Geza Kalman              | Finalização (guilhotina)    | Universal Vale Tudo Fighting 6          | 03/03/1997 | 1     | 3:02  | Brasil                                    |                                                  |
| Vitória | 3–0    | Alexander Rafalski       | TKO (interrupção do córner) | Martial Arts Reality Superfighting      | 22/11/1996 | 1     | 1:00  | Birmingham, Alabama, United States        |                                                  |
| Vitória | 2–0    | John Dixson              | TKO (socos)                 | Universal Vale Tudo Fighting 2          | 24/06/1996 | 1     | 1:38  | Brasil                                    |                                                  |
| Vitória | 1–0    | Mikhail Ilyukhin         | Finalização (mata-leão)     | Universal Vale Tudo Fighting 1          | 05/04/1996 | 2     | 3:15  | Japão                                     |                                                  |